# (74291) 1998 SU136
(74291) 1998 SU136 – planetoida z pasa głównego asteroid okrążająca Słońce w ciągu 4,19 lat w średniej odległości 2,6 j.a. Odkryta 26 września 1998 roku.